# Puerto Rico op de Olympische Zomerspelen 1956
Puerto Rico nam deel aan de Olympische Zomerspelen 1956 in Melbourne, Australië. Voor de tweede achtereenvolgende keer werd geen medaille gewonnen.

## Deelnemers en resultaten

### Atletiek
| Olympiër                                                   | Discipline               | Resultaat | Prestatie                                                                      |
| ---------------------------------------------------------- | ------------------------ | --------- | ------------------------------------------------------------------------------ |
| Norberto Cruz                                              | 100m (m)                 | DNS       | serie 4: niet gestart                                                          |
| Norberto Cruz                                              | 200m (m)                 | DNS       | serie 4: niet gestart                                                          |
| Iván Rodríguez                                             | 200m (m)                 | 19e       | serie 11: 2de in 22,06 kwartfinale 3: 5de in 22,16                             |
| Iván Rodríguez                                             | 400m (m)                 | 12e       | serie 7: 3de in 48,86 kwartfinale 1: 3de in 47,64 halve finale 1: 6de in 47,86 |
| Frank Rivera                                               | 800m (m)                 | series    | serie 1: 6de in 1.56,4                                                         |
| Amadeo Francis                                             | 110m horden (m)          | series    | serie 1: niet gestart                                                          |
| Ovidio de Jesús                                            | 400m horden (m)          | 22e       | serie 1: 4de in 54,0                                                           |
| Amadeo Francis                                             | 400m horden (m)          | 24e       | serie 4: 3de in 54,3                                                           |
| Frank Rivera Ismael Delgado Iván Rodríguez Ovidio de Jesús | 4x400m (m)               | 12e       | serie 2: 5de in 3.13,8                                                         |
| Víctor Carmona                                             | hoogspringen (m)         | DNS       | niet gestart                                                                   |
| Rolando Cruz                                               | polsstokhoogspringen (m) | 16e       | kwalificatie: 16de met 4,00m                                                   |
| Reynaldo Oliver                                            | speerwerpen (m)          | 19e       | kwalificatie: 19de met 63,68m                                                  |
| Reynaldo Oliver                                            | tienkamp (m)             | DNS       | niet gestart                                                                   |

### Schietsport
| Olympiër          | Discipline              | Resultaat | Prestatie             |
| ----------------- | ----------------------- | --------- | --------------------- |
| Miguel Emmanuelli | 25m snelvuurpistool (m) | 14e       | 563 punten: (280-283) |
| Fernando Jiménez  | trap (m)                | 31e       | 126 punten            |
| Federico Valle    | trap (m)                | 26e       | 147 punten            |

Afghanistan · Argentinië · Australië · Bahama's · België · Bermuda · Birma · Brazilië · Brits-Guiana · Bulgarije · Cambodja* · Canada · Ceylon · Chili · Colombia · Cuba · Denemarken · Duits eenheidsteam · Egypte* · Ethiopië · Fiji · Filipijnen · Finland · Frankrijk · Griekenland · Groot-Brittannië · Hongarije · Hongkong · Ierland · IJsland · India · Indonesië · Iran · Israël · Italië · Jamaica · Japan · Joegoslavië · Kenia · Liberia · Luxemburg · Malakka · Mexico · Nederland* · Nieuw-Zeeland · Nigeria · Noord-Borneo · Noorwegen · Oeganda · Oostenrijk · Pakistan · Peru · Polen · Portugal · Puerto Rico · Roemenië · Singapore · Sovjet-Unie · Spanje* · Taiwan · Thailand · Trinidad en Tobago · Tsjecho-Slowakije · Turkije · Uruguay · Venezuela · Verenigde Staten · Vietnam · Zuid-Afrika · Zuid-Korea · Zweden · Zwitserland*

*alleen deelgenomen in Stockholm